# George L. Berry

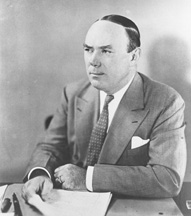
George L. Berry

George Leonard Berry (* 12. September 1882 bei Rogersville, Tennessee; † 4. Dezember 1948 ebenda) war ein US-amerikanischer Politiker. In den Jahren 1937 und 1938 vertrat er den Bundesstaat Tennessee im US-Senat.

## Werdegang
George Berry besuchte die öffentlichen Schulen seiner Heimat. Zwischen 1891 und 1907 war er in verschiedenen Städten in der Pressebranche (Pressman) tätig. Während der Endphase des Ersten Weltkriegs war er in den Jahren 1918 und 1919 als Major der amerikanischen Expeditionsstreitkräfte in Europa eingesetzt. Dort wurde er beim Transport von Nachschub per Eisenbahn verwendet. Von 1907 bis zu seinem Tod im Jahr 1948 war er Gewerkschafter. In dieser Zeit leitete er die Gewerkschaft International Pressmen and Assistants’ Union of North America. Dabei war er Delegierter auf zahlreichen nationalen und internationalen Gewerkschaftstreffen. Außerdem war er in der Landwirtschaft und im Bankgewerbe tätig. Politisch schloss er sich der Demokratischen Partei an.
Nach dem Tod von US-Senator Nathan L. Bachman wurde George Berry von Gouverneur Gordon Browning zu dessen Nachfolger im Kongress ernannt. Dieses Mandat übte er zwischen dem 6. Mai 1937 und dem 8. November 1938 aus. Im Jahr 1938 bewarb er sich erfolglos um die Nominierung seiner Partei für die offizielle Nachwahl für diesen Senatssitz. Einige Historiker vertreten die Ansichten, dass Berry im konservativen Tennessee als zu liberal galt und dass der einflussreiche Edward Crump gegen ihn arbeitete. Schließlich wurde Tom Stewart zum demokratischen Kandidaten nominiert, der dann auch die Wahl gewann und Berrys Sitz im Senat übernahm. Nach seiner Zeit in Washington, D.C. setzte George Berry seine früheren Tätigkeiten fort. Er starb am 4. Dezember 1948 in der heute nicht mehr existierenden Gemeinde Pressmen’s Home im Hawkins County.